# Bass Brothers
Ne doit pas être confondu avec Bass Brothers Enterprises.
Les Bass Brothers sont un groupe composé de Jeff et Mark Bass. Les deux frères sont des producteurs de rap américains. Ils sont notamment connus pour leurs travaux avec le rappeur de Détroit, Eminem. Ils ont produit des singles d'Eminem comme Without Me ou Lose Yourself qui font partie de ses titres les plus populaires,. Ils ont remporté l'Oscar de la meilleure chanson originale en 2003 pour Lose Yourself, extraite de la bande originale du film 8 Mile.

## Liste des productions

### 1984

#### Dreamboy -Dreamboy
- Don't Go
- I Promise (I Do Love You)

### 1995

#### Soul Intent-Fuckin' Backstabber
- Album entier

### 1996

#### Eminem-Infinite
- Album entier

### 1997

#### Eminem-The Slim Shady EP
- Album entier

#### D12-The Underground EP
- Album entier

### 1999

#### Eminem-The Slim Shady LP
- Public Service Announcement
- Brain Damage
- If I Had
- '97 Bonnie & Clyde
- My Fault
- Cum on Everybody
- Rock Bottom
- Just Don't Give a Fuck
- As the World Turns
- I'm Shady
- Bad Meets Evil
- Still Don't Give a Fuck

### 2000

#### Eminem-The Marshall Mathers LP
- Marshall Mathers
- Drug Ballad
- Amityville
- Kim
- Under the Influence
- Criminal
- The Kids

### 2001

#### D12-Devil's Night
- Another Public Service Announcement
- American Psycho
- Purple Pills
- Instigator
- Pimp Like Me
- Blow My Buzz
- Devils Night
- These Drugs

### 2002

#### Eminem-The Eminem Show
- White America
- Cleanin' Out My Closet
- Without Me
- Sing for the Moment
- Superman

#### Eminem-8 Mile Soundtrack
- Lose Yourself

### 2005

#### Tony Yayo-Thoughts of a Predicate Felon
- Drama Setter

### 2007

#### T.I.-T.I. vs. T.I.P.
- Touchdown

#### Swizz Beatz-One Man Band Man
- Top Down

### 2008

#### George Clinton-George Clinton and His Gangsters of Love
- Album entier

### 2009

#### Eminem-Relapse
- Beautiful
- Undergound

## Bassmint Productions
Les frères Bass créèrent leur propre label musical en 1995. Celui-ci s'appelait Bassmint Productions. La maison de disque originaire de Détroit changea par la suite de nom pour devenir Soul Intent. Le label indépendant gérait la carrière d'Eminem (M&M), Proof, Chaos Kid, Mannix et DJ Buttafingas. Le groupe sortit trois mixtapes, Steppin' onto the Scene, Still in the Bassmint et Soul Intent.